# Ubiquity
Ubiquity — додаток до популярного веббраузера Firefox, що забезпечує зручний і швидкий пошук, та редагування інформації за допомогою консолі. Ubiquity є експериментальною розробкою Mozilla Labs. Ubiquity також надає можливості створювати власні команди.